# Бас-Гордали
Бас-Гордали (чечен. Бас-ГӀордала) — село в Ножай-Юртовском районе Чеченской Республики. Входит в Гордалинское сельское поселение.

## География
Село расположено в верховьях одного из левых притоков реки Аксай, в 22 км к юго-западу от районного центра — Ножай-Юрт и в 75 км к юго-востоку от города Грозный.
Ближайшие населённые пункты: на севере — село Малые Шуани, на северо-востоке — село Шуани, на востоке — село Гордали, на юго-востоке — село Центарой, на юго-западе — сёла Верхние Курчали и Средние Курчали, на западе — сёла Шерды-Мохк и Гезинчу и на северо-западе — село Хашки-Мохк.

## История
По данным местной администрации, селение было основано в 1480 году.
В 1944 году после выселения чеченцев и упразднения Чечено-Ингушской АССР селение было переименовано в Арадерих и заселён выходцами из соседнего Дагестана.
После восстановления Чечено-Ингушетии выходцы из Дагестана переселены обратно. В 1958 году селу было возвращено его прежнее название.

## Население
| 1990 | 2002 | 2010 |
| ---- | ---- | ---- |
| 421  | ↘0   | ↗155 |

## Образование
- Бас-Гордалинская муниципальная основная общеобразовательная школа[10].